# Fakaifou
Fakaifou – miejscowość w Tuvalu, położona na atolu Funafuti, na wyspie Fongafale.
Osada ma powierzchnię 0,17 km². W 2001 roku zamieszkiwały ją 972 osoby, a w 2012 roku – 1158.